# Zaghouan
Zaghouan  (în arabă زغوان ) este un oraș  în  Tunisia. Este reședinta  guvernoratului Zaghouan.